# Coz I Luv You
Coz I Luv You è un singolo del gruppo rock britannico Slade, pubblicato nel 1971.

## Il brano
Il brano è stato scritto da Noddy Holder e Jim Lea.
Esso è stato pubblicato come singolo non incluso in alcun album in studio; tuttavia appare nella raccolta omonima Coz I Luv You (1972) e nella raccolta Sladest (1973).

## Tracce
- 7"

1. Coz I Luv You - 3:24
2. My Life Is Natural - 3:12

## Formazione
- Noddy Holder - voce, chitarra
- Dave Hill - chitarra, cori
- Jim Lea - violino, basso, cori
- Don Powell - batteria